# Dat is toch geen plobreem!
 Dat is toch geen plobreem! is het 2de stripverhaal van Samson en Gert. De reeks werd getekend door striptekenaarsduo Wim Swerts & Jean-Pol. Danny Verbiest, Gert Verhulst en Hans Bourlon namen de scenario's voor hun rekening. De strips werden uitgegeven door Studio 100. Het stripalbum verscheen in 1994.

## Personages
In dit verhaal spelen de volgende personages mee:
- Samson
- Gert
- Alberto Vermicelli
- Burgemeester Modest
- Octaaf De Bolle
- Marie
- Boer Teun

## Verhalen
Het album bevat de volgende drie verhalen:
1. Octaaf vermist
Octaaf is thuis aan het oefenen voor het turnfeest waar hij met "De spieren los" aan deelneemt. Hij is heel moe en kan zich moeilijk wakker houden de volgende dag. Samson en Gert spelen voetbal. Alberto, Octaaf en de burgemeester doen mee. Als de bal in een vrachtwagen terechtkomt spelen onze vrienden verstoppertje. Octaaf vindt een heel goed plekje om zich te verstoppen. Maar daar valt hij in slaap. Niemand vindt Octaaf meer. En dit terwijl alle turners van "De spieren los" bij Octaaf thuis op hem zitten te wachten...
2. De kokosnoot
Octaaf heeft een origineel dessert. Een kokosnoot... Helaas wil de kokosnoot niet opengaan. De vrienden proberen alle middelen om de kokosnoot open te krijgen.
3. De dierentuin
De burgemeester krijgt een brief. Hij heeft blijkbaar vriendschapsbanden met een dorp in Japan. De burgemeester van het Japanse dorp wil op bezoek komen, maar het dorp van Samson en Gert heeft helemaal niets uniek om te tonen... Ze besluiten om zelf een dierentuin te maken.